# Przyzórz
Przyzórz – wieś w Polsce położona w województwie łódzkim, w powiecie kutnowskim, w gminie Strzelce.
Wieś szlachecka położona była w drugiej połowie XVI wieku w powiecie gostynińskim ziemi gostynińskiej województwa rawskiego.
W latach 1954-1968 wieś była siedzibą gromady Przyzórz, po jej zniesieniu w gromadzie Strzelce. W latach 1975–1998 miejscowość administracyjnie należała do województwa płockiego. 
We wsi Przyzórz działa Ochotnicza Straż Pożarna.